# Mollerussa
Mollerussa è un comune spagnolo di 14 319 abitanti situato nella comunità autonoma della Catalogna.